# اولو لانویا
اولو لانویا (استونیایی: Ülo Laanoja؛ زادهٔ ۱۹ فوریهٔ ۱۹۵۳) سیاستمدار و نماینده سابق مجلس اهل استونی است.